# Georges Rebelo Chicoti
Georges Rebelo Chicoti (Dondi, província de Huambo, 16 de juny de 1955) és un polític i diplomàtic angolès. Ha servit com a ministre de relacions exteriors des del 26 de novembre de 2010.

## Primers anys i educació
Nascut a Dondi, província de Huambo, va passar una gran part de la seva infància a Zàmbia, però va tornar a Angola el 1975. En la dècada de 1980 va ser un dels principals oficials d'alt rang d'UNITA i el seu líder Jonas Savimbi posteriorment el va enviar a Costa d'Ivori per a un programa d'educació en 1978. Va començar els seus estudis a la Universitat d'Abidjan en 1979, on es va llicenciat en Geografia Econòmica el 1985. Després va continuar els estudis de doctorat a la Universitat de París.

## Carrera
Chicoti va emigrar al Canadà en 1987 i va treballar per al Imperial Bank of Canada a Toronto durant uns anys abans d'ingressar a l'Institut de Relacions Internacionals i Cooperació de la Universitat d'Ottawa en 1989. Allí va rebre un diploma en relacions internacionals i també va ser acreditat com a professor ajudant. Alhora va exercir com a consultor de l'Agència Canadenca de Desenvolupament Internacional (CIDA). El 1990, quan encara vivia al Canadà, va fundar el Fòrum Democràtic Angolès, un partit polític basat en els seus punts de vista i filosofia. El 1992, el president José Eduardo dos Santos va convidar Georges Chicoti a tornar a Angola i servir en el govern d'Angola com a viceministre de relacions exteriors. En 1994 va ingressar al cos diplomàtic d'Angola i des d'aleshores ha representat al govern angolès en nombroses conferències i cimeres internacionals. També ha encapçalat la delegació angolesa en nombroses sessions de la Comissió Consultiva Bilateral Estats Units-Angola a Luanda i a Washington en 1999-2000. És un dels funcionaris que més temps porta ocupant un càrrec.
Chicoti va ser un dels primers membres d'UNITA que van viatjar a Luanda abans dels acords de Bicesse, el que implica que el govern del MPLA podria trobar un modus vivendi amb els membres d'UNITA que no estaven d'acord amb Jonas Savimbi. El Fòrum Democràtic Angolès va participar en les primeres eleccions i va obtenir un escó a l'Assemblea Nacional. Més tard Chicoti va abandonar el seu partit i es va unir al MPLA, i amb el temps formaria part del seu Comitè Central. Molts membres d'UNITA consideraren acostament al MPLA com una traïció.